# Port-d'Envaux
 Port-d'Envaux  es una población y comuna francesa, situada en la región de Poitou-Charentes, departamento de Charente Marítimo, en el distrito de Saintes y cantón de Saint-Porchaire.

## Demografía
| 928 | 1029 | 905 | 1003 | 1028 | 991 |
| Para los censos de 1962 a 1999 la población legal corresponde a la población sin duplicidades (Fuente: INSEE [Consultar]) |      |     |      |      |     |